# Kabinett Ciucă
Das Kabinett Ciucă bildete vom 25. November 2021  bis zum 15. Juni 2023 die Regierung von Rumänien. Es hat das Kabinett Florin Cîțu abgelöst und wurde anschließend vom Kabinett Ciolacu I abgelöst. 

## Kabinettsmitglieder
| Amt                                                           | Foto                                                                  | Name                                 | Partei    |
| ------------------------------------------------------------- | --------------------------------------------------------------------- | ------------------------------------ | --------- |
| Ministerpräsident                                             |                                                                       | Nicolae Ciucă                        | PNL       |
| stellvertretende Premierminister                              |                                                                       | Sorin Grindeanu                      | PSD       |
| stellvertretende Premierminister                              |                                                                       | Hunor Kelemen                        | UDMR      |
| Generalsekretär der Regierung                                 |                                                                       | Marian Neacșu                        | PSD       |
| Außenminister                                                 |                                                                       | Bogdan Aurescu                       | Parteilos |
| Innenminister                                                 |                                                                       | Lucian Bode                          | PNL       |
| Minister für Landwirtschaft und Ländliche Entwicklung         |                                                                       | Adrian Chesnoiu                      | PSD       |
| Verteidigungsminister                                         |                                                                       | Vasile Dîncu                         | PSD       |
| Minister für Forschung, Innovation und Digitalisierung        |                                                                       | Florin Roman (bis 15. Dezember 2021) | PNL       |
| Minister für Forschung, Innovation und Digitalisierung        | Virgil Popescu (kommissarisch, 15. Dezember 2021 bis 28. Januar 2022) |                                      | PNL       |
| Minister für Forschung, Innovation und Digitalisierung        | Marcel Boloș (28. Januar 2022 bis 3. Mai 2022)                        |                                      | PNL       |
| Minister für Forschung, Innovation und Digitalisierung        | Sebastian Burduja (seit 3. Mai 2022)                                  |                                      | PNL       |
| Kulturminister                                                |                                                                       | Lucian Romașcanu                     | PSD       |
| Minister für Entwicklung, öffentliche Arbeiten und Verwaltung |                                                                       | Cseke Attila                         | UDMR      |
| Bildungsminister                                              |                                                                       | Sorin Cîmpeanu                       | PNL       |
| Energieminister                                               |                                                                       | Virgil Popescu                       | PNL       |
| Wirtschaftsminister                                           |                                                                       | Florin Spătaru                       | PSD       |
| Minister für Arbeit und soziale Solidarität                   |                                                                       | Marius Budăi                         | PSD       |
| Minister für Umwelt, Wasser und Wälder                        |                                                                       | Tánczos Barna                        | UDMR      |
| Minister für Verkehr und Infrastruktur                        |                                                                       | Sorin Grindeanu                      | PSD       |
| Finanzminister                                                |                                                                       | Adrian Câciu                         | PSD       |
| Justizminister                                                |                                                                       | Cătălin Predoiu                      | PNL       |
| Gesundheitsminister                                           |                                                                       | Alexandru Rafila                     | PSD       |
| Minister für Investitionen und europäische Projekte           |                                                                       | Dan Vîlceanu (bis 2. April 2022)     | PNL       |
| Minister für Investitionen und europäische Projekte           | Marcel Boloș (ab 3. April 2022)                                       |                                      | PNL       |
| Sportminister                                                 |                                                                       | Carol Eduard Novak                   | UDMR      |
| Ministerin für Familie, Jugend und Chancengleichheit          |                                                                       | Gabriela Firea                       | PSD       |
| Minister für Unternehmertum und Tourismus                     |                                                                       | Constantin Cadariu                   | PNL       |